# برايان ماكجينتي
برايان ماكجينتي (بالإنجليزية: Brian McGinty)‏ هو مدرب كرة قدم ولاعب كرة قدم بريطاني في مركز الوسط، ولد في 10 ديسمبر 1976 في East Kilbride ‏ في المملكة المتحدة. لعب مع بورتاداون ونادي أردريونيانز ونادي دمبرتون ونادي دندي ونادي رينجرز ونادي سانت ميرين ونادي سكاربورو وهال سيتي.

## وصلات خارجية
- برايان ماكجينتي على موقع قاعدة بيانات كرة القدم.إي يو (الإنجليزية)
- برايان ماكجينتي على موقع Soccerbase.com (لاعب) (الإنجليزية)